# Raivis
Raivis ist ein lettischer männlicher Vorname.

## Namensträger
- Raivis Belohvoščiks (* 1976), lettischer Radrennfahrer
- Raivis Dzintars (* 1982), lettischer Politiker
- Raivis Hščanovičs (* 1987), lettischer Fußballspieler
- Raivis Zīmelis (* 1976), lettischer Biathlet